# ودلي
ودلي (بالإنجليزية: Wadley, Georgia)‏ هي مدينة تقع في مقاطعة جيفرسون بولاية جورجيا في الولايات المتحدة. تبلغ مساحة هذه المدينة 11.9 (كم²)، وترتفع عن سطح البحر 77 م، بلغ عدد سكانها 2061 نسمة في عام 2010 حسب إحصاء مكتب تعداد الولايات المتحدة.

## أعلام
- داريل تورنر
- راسيل إلينغتون
- باول وايت
- جاي تي وايت

## وصلات خارجية
- Cities & Counties - Georgia.gov